# Kom (landschapselement)
Een kom is een laaggelegen gebied naast een rivier waarin klei is afgezet. Kommen ontstaan bij de overstromingen van rivieren in de benedenloop van de rivier. Als de rivier overstroomt, blijft er zand en klei achter. Vlak bij de rivier wordt zand afgezet in oeverwallen, verder weg bezinken de kleideeltjes, omdat deze lichter zijn. Klei klinkt in door ontwatering (en uitdroging) waardoor de komgronden lager liggen dan de oeverwallen. De zware klei in de kommen wordt komgrond genoemd. 